# Ombudsmannen mot diskriminering på grund av sexuell läggning
Ombudsmannen mot diskriminering på grund av sexuell läggning (HomO) var en svensk statlig förvaltningsmyndighet, som inträttades den 1 maj 1999. Ombudsmannen hade som uppdrag att verka mot homofobi och diskriminering på grund av sexuell läggning. Med diskriminering avsågs en orättvis eller kränkande behandling som hade samband med homo-, bi- eller heterosexualitet. Myndighetens verksamhet fördes den 1 januari 2009 över till Diskrimineringsombudsmannen.
Myndighetens förste och ende chef var Hans Ytterberg.